# Alexander Lovrek
Alexander Lovrek (* 2. März 1974 in Wien) ist ein ehemaliger österreichischer Basketballspieler.

## Laufbahn
Der 1,81 Meter große Aufbauspieler kam zwischen 1996 und 2000 auf 19 Länderspieleinsätze für die österreichische Nationalmannschaft.
In der Bundesliga war der aus der Jugend des SC Theresianum Wien emporgekommene Lovrek ab 1990 Spieler der Basket Flyers Wien. 1992 wurde er mit der Mannschaft Staatsmeister, 1994 wechselte Lovrek gen ABC Graz. Er blieb bis 1996 in der Landeshauptstadt der Steiermark, hernach spielte er von 1996 bis 1998 bei den BSC Raiffeisen Panthers Fürstenfeld, 1998/99 in Möllersdorf sowie 1999/2000 in seiner Heimatstadt bei den Basket Clubs of Vienna.
Lovrek zählte Schnelligkeit, eine ausgereifte Technik und Sprungkraft zu seinen Stärken. In Europapokalbewerben trat er mit den Basket Flyers Wien (1993/94 im European Cup) und mit Möllersdorf (1998/99 im Korać-Cup) an.
Im Berufsleben wurde Lovrek unternehmerisch unter anderem in der Gastwirtschaft, im Geschäftsfeld Körperpflege mit Massagebetrieben und als Gründer einer Tanzschule tätig.